# Šibanov
Šibanov je malá vesnice, část města Poběžovice v okrese Domažlice v Plzeňském kraji. Nachází se šest kilometrů západně od Poběžovic. Šibanov je také název katastrálního území o rozloze 3,12 km².

## Historie
První písemná zmínka o vesnici pochází z roku 1586.

## Obyvatelstvo
| Rok            | 1869 | 1880 | 1890 | 1900 | 1910 | 1921 | 1930 | 1950 | 1961 | 1970 | 1980 | 1991 | 2001 | 2011 | 2021 |
| -------------- | ---- | ---- | ---- | ---- | ---- | ---- | ---- | ---- | ---- | ---- | ---- | ---- | ---- | ---- | ---- |
| Počet obyvatel | 91   | 81   | 82   | 72   | 82   | 92   | 76   | 25   | 20   | 10   | 1    | 1    | 4    | 4    | 9    |
| Počet domů     | 12   | 12   | 12   | 13   | 13   | 13   | 15   | 10   | 10   | 2    | 1    | 3    | 3    | 4    | 5    |

## Obecní správa
Při sčítání lidu v letech 1850–1920 Šibanov byl osadou obce Šidlákov v okrese Domažlice. V letech 1921–1959 byl částí obce Hora Svatého Václava v okrese Domažlice. V letech 1960–1985 byl částí obce Drahotín v okrese Domažlice. Od 1. července 1985 jsou částí města Poběžovice v okrese Domažlice. Poté se Hora Svatého Václava opět osamostatnila, ale Šibanov již zůstal součástí Poběžovic.

## Další fotografie

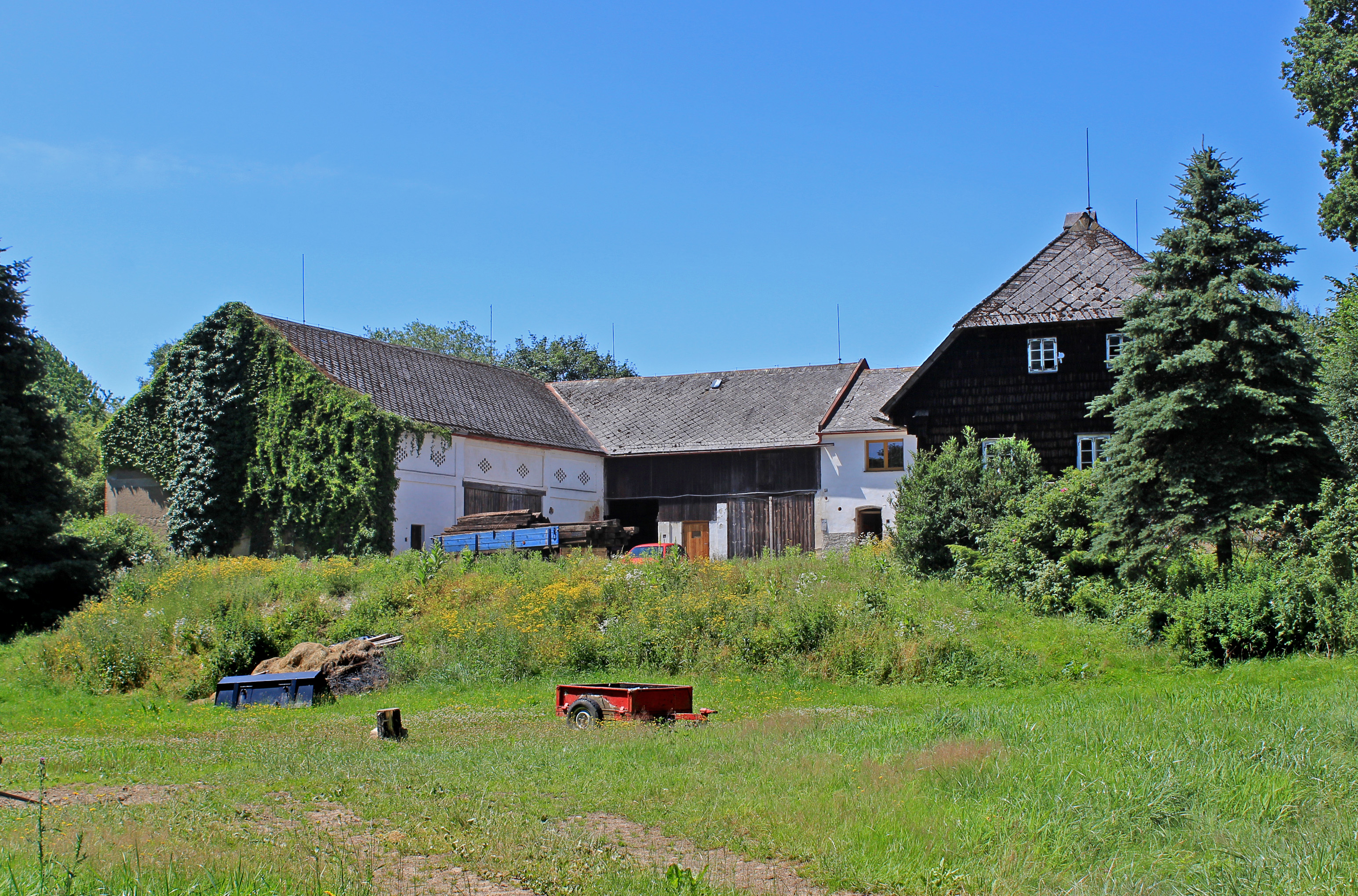
Bývalý statek
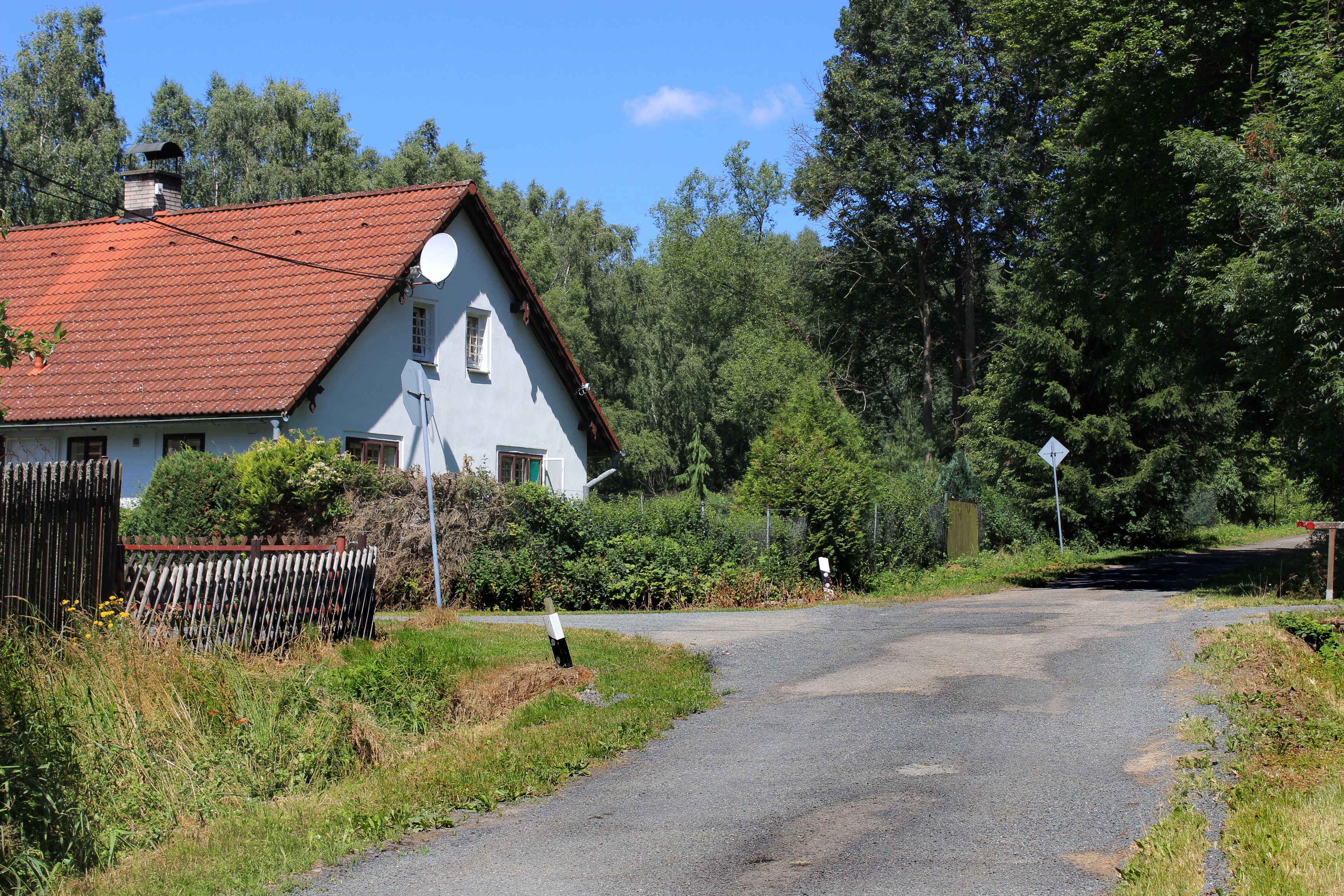
Dům čp. 10
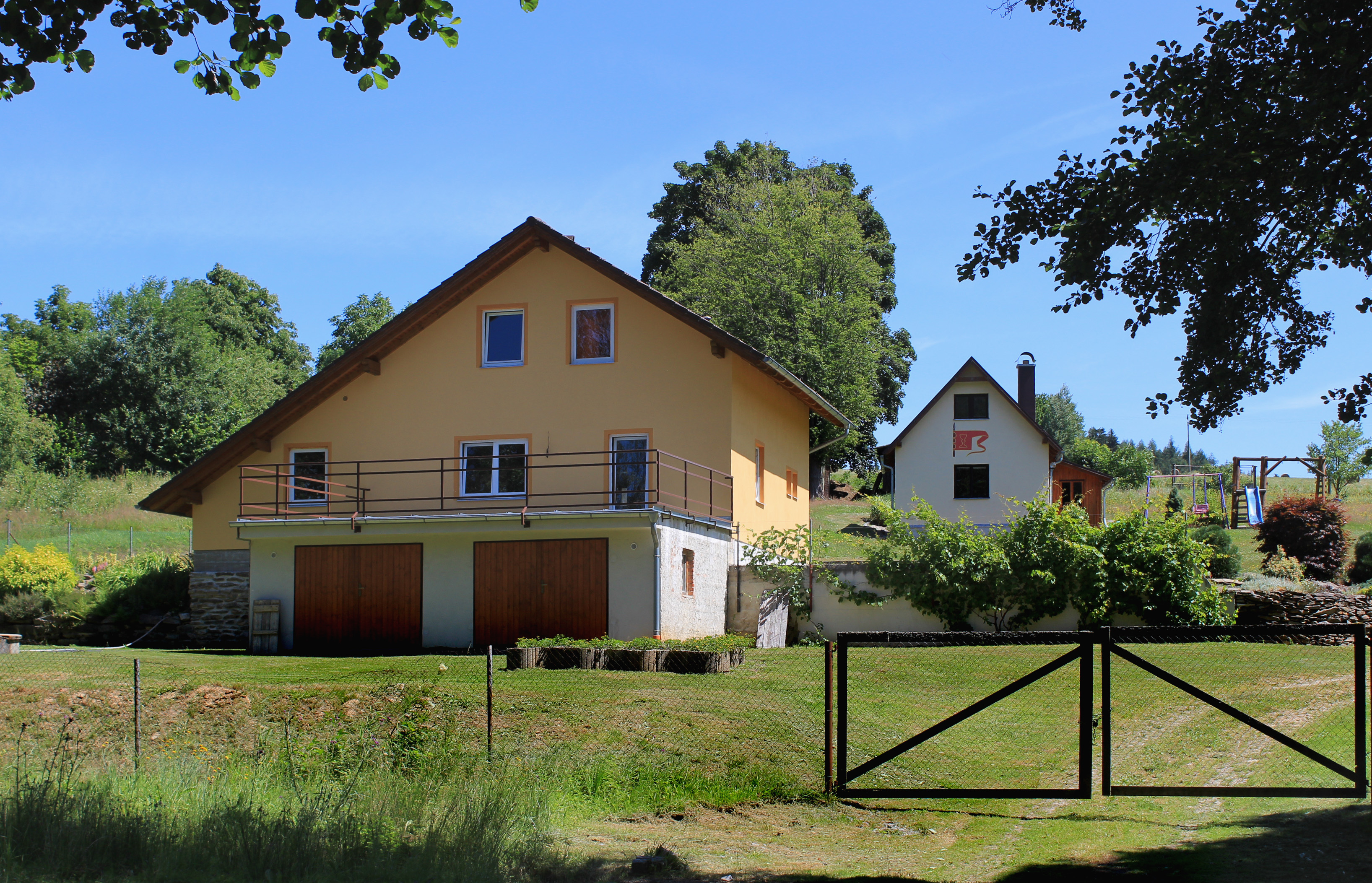
Nové domky